# Lijst van nummer 1-hits in Nieuw-Zeeland in 2008
Deze hits stonden in 2008 op nummer 1 in de RIANZ Top 40, de bekendste hitlijst in Nieuw-Zeeland.
| Datum        | Artiest                     | Titel              |
| ------------ | --------------------------- | ------------------ |
| 7 januari    | Leona Lewis                 | Bleeding love      |
| 14 januari   | Leona Lewis                 | Bleeding love      |
| 21 januari   | Leona Lewis                 | Bleeding love      |
| 28 januari   | Flo Rida & T-Pain           | Low                |
| 4 februari   | Flo Rida & T-Pain           | Low                |
| 11 februari  | Flo Rida & T-Pain           | Low                |
| 18 februari  | Chris Brown                 | With you           |
| 25 februari  | Chris Brown                 | With you           |
| 3 maart      | Chris Brown                 | With you           |
| 10 maart     | Chris Brown                 | With you           |
| 17 maart     | Jordin Sparks & Chris Brown | No air             |
| 24 maart     | Jordin Sparks & Chris Brown | No air             |
| 31 maart     | Jordin Sparks & Chris Brown | No air             |
| 7 april      | Jordin Sparks & Chris Brown | No air             |
| 14 april     | Jordin Sparks & Chris Brown | No air             |
| 21 april     | Jordin Sparks & Chris Brown | No air             |
| 28 april     | Jordin Sparks & Chris Brown | No air             |
| 5 mei        | Usher & Young Jeezy         | Love in this club  |
| 12 mei       | Chris Brown                 | Forever            |
| 19 mei       | Chris Brown                 | Forever            |
| 26 mei       | Chris Brown                 | Forever            |
| 2 juni       | Chris Brown                 | Forever            |
| 9 juni       | Chris Brown                 | Forever            |
| 16 juni      | Chris Brown                 | Forever            |
| 23 juni      | Chris Brown                 | Forever            |
| 30 juni      | Chris Brown                 | Forever            |
| 7 juli       | Tiki Taane                  | Always on my mind  |
| 14 juli      | Tiki Taane                  | Always on my mind  |
| 21 juli      | Phil Collins                | In the air tonight |
| 28 juli      | Phil Collins                | In the air tonight |
| 4 augustus   | Nesian Mystik               | Nesian 101         |
| 11 augustus  | Katy Perry                  | I kissed a girl    |
| 18 augustus  | Rihanna                     | Disturbia          |
| 25 augustus  | Rihanna                     | Disturbia          |
| 1 september  | Rihanna                     | Disturbia          |
| 8 september  | P!nk                        | So what            |
| 15 september | P!nk                        | So what            |
| 22 september | P!nk                        | So what            |
| 29 september | P!nk                        | So what            |
| 6 oktober    | P!nk                        | So what            |
| 13 oktober   | P-Money & Vince Harder      | Everything         |
| 20 oktober   | T.I.                        | Whatever You Like  |
| 27 oktober   | P-Money & Vince Harder      | Everything         |
| 3 november   | P-Money & Vince Harder      | Everything         |
| 10 november  | Lady Gaga                   | Poker face         |
| 17 november  | Lady Gaga                   | Poker face         |
| 24 november  | Lady Gaga                   | Poker face         |
| 1 december   | Lady Gaga                   | Poker face         |
| 8 december   | Lady Gaga                   | Poker face         |
| 15 december  | Lady Gaga                   | Poker face         |
| 22 december  | Lady Gaga                   | Poker face         |
| 29 december  | Lady Gaga                   | Poker face         |